# Carl Huisken
Carl Huisken (ur. 30 lipca 1902 w Amsterdamie, zm. 25 czerwca 1987 w Putten) – holenderski żeglarz, olimpijczyk.
Na regatach rozegranych podczas Letnich Igrzysk Olimpijskich 1928 wystąpił w klasie 6 metrów zajmując 4. pozycję. Załogę jachtu Kemphaan tworzyli również Hendrik Fokker, Hendrik Pluijgers, Roelof Vermeulen i Wim Schouten.